# Jak Jones
Jak Jones (Cwmbran, 29 de julho de 1993) é um jogador de snooker galês.
Nasceu na localidade galesa de Cwmbran em 1993. É jogador profissional de snooker desde 2010, embora tenha saído várias vezes do circuito profissional.
Mereceu destaque no mundo do snooker ao chegar à final do Campeonato Mundial de 2024, onde defrontou Kyren Wilson. Nessa prova, vindo das qualificatórias, derrotou sucessivamente o número 11 Zhang Anda nos 32-avos, por 10–4; o semifinalista de 2023 Si Jiahui por 13–9; o favorito Judd Trump por 13–9 nos quartos de final; e Stuart Bingham por 17–12 na semifinal.
Até este feito não tinha vencido nenhum torneio de ranking, e o seu maior êxito era ter chegado às semifinais do Open de Gibraltar de 2022, onde foi derrotado (2-4) por Robert Milkins e aos quartos de final do Campeonato Mundial de 2023, onde foi vencido por Mark Allen. A sua tacada máxima é 139.